# Alaincourt (Górna Saona)
Alaincourt – miejscowość i gmina we Francji, w regionie Burgundia-Franche-Comté, w departamencie Górna Saona.
Według danych na rok 1990 gminę zamieszkiwało 85 osób, a gęstość zaludnienia wynosiła 15 osób/km² (wśród 1786 gmin Franche-Comté Alaincourt plasuje się na 658. miejscu pod względem liczby ludności, natomiast pod względem powierzchni na miejscu 750.).